# Dimitrios Grammozis
Dimitrios Grammozis (griechisch Δημήτρης Γραμμόζης, * 8. Juli 1978 in Wuppertal) ist ein ehemaliger griechisch-deutscher Fußballspieler und jetziger -trainer.

## Karriere als Spieler
Grammozis wuchs in Velbert auf, wo er auch noch seinen Wohnsitz hat. Der vielseitig einsetzbare Abwehr- und defensive Mittelfeldspieler begann im Jahr 1984 seine Karriere im Velberter Stadtteil Neviges bei der TuS Neviges. Nach vier Jahren wechselte er 1988 innerhalb der Stadt zur SSVg Velbert, für die er drei Jahre spielte. Bei seiner letzten Station in Velbert spielte er zwei Jahre für Borussia Velbert, ehe er 1992 zum Wuppertaler SV ging.
Nach einem Jahr in den Jugendmannschaften des Wuppertaler SV wechselte Grammozis 1994 zum KFC Uerdingen 05, für den er zwei weitere Jahre in der A-Jugend spielte. Als 18-Jähriger spielte er sich 1996 in der 2. Bundesliga in die Stammformation des KFC und nach einer weiteren Spielzeit wurde Grammozis für 350.000 Euro in die Bundesliga zum Hamburger SV transferiert (1998). Innerhalb der zwei Jahre mit einer abschließenden Qualifikation zur Champions League gelang es ihm nicht, sich dauerhaft als Stammspieler durchsetzen und er wechselte zur Saison 2000/01 zum 1. FC Kaiserslautern. Seine fünf Jahre dort waren geprägt von Verletzungsproblemen und Schwierigkeiten mit den jeweils wechselnden Trainern, vor allem in seinen letzten zwei Spielzeiten. Grammozis wechselte daraufhin zu Beginn der Saison 2005/06 zum Bundesliga-Aufsteiger 1. FC Köln. Sein Vertrag lief dort ursprünglich bis zum Abschluss der Saison 2006/07. Nach nur einem Jahr trennte sich jedoch der Verein von Grammozis. Er wechselte am 20. Juli 2006 ablösefrei zum Zweitligaaufsteiger Rot-Weiss Essen, bei dem er einen Vertrag bis zum 30. Juni 2008 unterzeichnete.
Im Juni 2007 wechselte er zum griechischen Erstligisten Diethnis Enosis Ergotelis. Er unterschrieb einen Einjahresvertrag mit Option auf ein weiteres Jahr. Als er sich November 2008 mit seinem Trainer überwarf, wechselte er im Dezember gleichen Jahres zum zyprischen Erstligisten Omonia Nikosia. 2010 wurde er mit Omonia zyprischer Meister und gewann den Supercup gegen Apollon Limassol.
Nach zwei Jahren wechselte er im Januar 2011 zum griechischen Erstligisten und Aufsteiger AO Kerkyra. Zur Saison 2012/13 wechselte Grammozis in die zweite Mannschaft des VfL Bochum. Er absolvierte 26 Spiele (ein Tor) in der viertklassigen Regionalliga West und beendete anschließend seine Karriere.

## Karriere als Trainer

### Im Nachwuchs des VfL Bochum
Nachdem Grammozis seine Karriere beendet hatte, wurde er zur Saison 2013/14 Co-Trainer von Thomas Reis bei den A-Junioren (U19) des VfL Bochum, die in der A-Junioren-Bundesliga spielte. Im Januar 2014 übernahmen Reis und Grammozis die zweite Mannschaft, die in der viertklassigen Regionalliga West spielte.
Zur Saison 2014/15 übernahm Grammozis mit den C1-Junioren (U15) des VfL Bochum (U15-Regionalliga West) seine erste Jugendmannschaft als Cheftrainer. Im Dezember 2014 wurde er bis zum Jahresende bei der Zweitligamannschaft Co-Trainer des Interimstrainers Frank Heinemann. Im Januar 2015 wurde Gertjan Verbeek Cheftrainer der Profimannschaft. Grammozis kehrte nicht mehr zur U15 zurück, sondern übernahm die zweite Mannschaft als Cheftrainer. Er betreute die Mannschaft bis zum Ende der Saison 2014/15 und wurde zur Saison 2015/16 Cheftrainer der B1-Junioren, die in der B-Junioren-Bundesliga spielten.
Zur Saison 2016/17 wurde Grammozis parallel Co-Trainer von Verbeek bei der Zweitligamannschaft.
Um sich auf seine Ausbildung zum Fußballlehrer zu konzentrieren, wurde Grammozis zur Saison 2017/18 Co-Trainer von Jens Rasiejewski bei der U19. Nach der Entlassung des Profitrainers Ismail Atalan wurde Rasiejewski im Oktober 2017 Cheftrainer der Zweitligaprofis, woraufhin Grammozis zum U19-Cheftrainer aufrückte. Im März 2018 schloss er die Fußballlehrer-Ausbildung erfolgreich ab.

### SV Darmstadt 98
Ende Februar 2019 übernahm Grammozis die Zweitligamannschaft des SV Darmstadt 98 von Dirk Schuster. Er unterschrieb einen bis zum 30. Juni 2020 laufenden Vertrag. Die Mannschaft stand zu diesem Zeitpunkt nach dem 23. Spieltag der Saison 2018/19 mit 26 Punkten auf dem 13. Platz, holte in den letzten 11 Spielen 20 von 33 Punkten und schloss die Saison auf dem 10. Platz ab. In der Saison 2019/20 folgte ein mäßiger Saisonstart. Die Mannschaft schloss die Hinrunde mit 20 Punkten auf dem 12. Platz ab, wobei der Vorsprung auf den Abstiegsrelegationsplatz 4 Punkte betrug. In der Rückrunde hingegen holte Grammozis' Mannschaft 32 Punkte und belegte in der Abschlusstabelle den 5. Platz mit drei Punkten Rückstand auf den Aufstiegsrelegationsplatz 3.
Eine Weiterbeschäftigung von Grammozis über das Vertragsende hinaus scheiterte bereits im Februar 2020 aufgrund unterschiedlicher Vorstellungen hinsichtlich der Laufzeit eines neuen Vertrages. Der Verein hatte Grammozis einen Einjahresvertrag angeboten, dieser wollte jedoch einen längerfristigen Vertrag.

### FC Schalke 04
Am 2. März 2021 übernahm Grammozis die Bundesligamannschaft des FC Schalke 04, die nach dem 23. Spieltag der Saison 2020/21 mit 9 Punkten auf dem letzten Platz stand, wobei der Rückstand auf den Relegationsplatz ebenso viele Punkte betrug. Der 42-Jährige unterschrieb einen bis zum 30. Juni 2022 laufenden Vertrag und wurde nach David Wagner, Manuel Baum, dem Interimstrainer Huub Stevens und Christian Gross zum fünften Schalker Cheftrainer in dieser Spielzeit. Nach einem Sieg, einem Unentschieden und 5 Niederlagen unter Grammozis stand am 30. Spieltag der vierte Abstieg des FC Schalke 04 in die 2. Bundesliga fest. In den letzten 4 Ligaspielen folgten noch 3 Niederlagen und ein Sieg. Die Mannschaft schloss die Saison schließlich mit 16 Punkten und einem Torverhältnis von −61 auf dem letzten Platz ab. Der Rückstand auf den Relegationsplatz betrug 17 Punkte, auf einen Nicht-Abstiegsplatz sogar 19 Punkte.
Anfang März 2022 wurde Grammozis freigestellt, da die sportliche Führung nicht mehr der Überzeugung war, den Wiederaufstieg in der bisherigen Konstellation erreichen zu können. Die Mannschaft stand nach dem 25. Spieltag der Saison 2021/22 mit 41 Punkten auf dem 6. Platz und hatte nach bereits 8 Niederlagen jeweils 6 Punkte Rückstand auf den Relegations- und einen direkten Aufstiegsplatz.
Anfang März 2023 lösten Grammozis und der Verein den noch bis Sommer 2024 geltenden Vertrag, der sich durch den Schalker Wiederaufstieg automatisch um ein Jahr verlängert hatte, im Einvernehmen auf.

### 1. FC Kaiserslautern
Anfang Dezember 2023 kehrte Grammozis in die 2. Bundesliga zurück und übernahm den 1. FC Kaiserslautern, womit er wie Ende Februar 2019 beim SV Darmstadt 98 auf Dirk Schuster folgte. Die Mannschaft stand nach dem 15. Spieltag der Saison 2023/24 mit 18 Punkten auf dem 13. Platz und hatte nur zwei Punkte Vorsprung auf den Abstiegsrelegationsplatz. Am 14. Februar 2024 wurde er wieder freigestellt. In seiner knapp zweimonatigen Amtszeit erreichten die Pfälzer zwar das Halbfinale des DFB-Pokals, in der Liga wurden jedoch von sechs Spielen fünf verloren, wodurch der Verein auf den Relegationsplatz abrutschte.

## Erfolge
- Zyprischer Meister: 2010
- Zyprischer Supercup: 2010